# Drosophila paucilineata
Drosophila paucilineata este o specie de muște din genul Drosophila, familia Drosophilidae, descrisă de Burla în anul 1957.
Este endemică în Kenya. Conform Catalogue of Life specia Drosophila paucilineata nu are subspecii cunoscute.